# Украйна на зимните дефлимпикс 2015
Украинският отбор на зимните дефлимпикс през 2015 година в Ханти-Мансийск се състои от 20 атлети, участващи в три спорта: кърлинг, ски бягане и ски алпийски дисциплини. . Знаменосец на церемонията по откриването е Андрий Адрийшин.

## Отбор
В украинския отбор участват 20 спортисти. За първи път Украйна е представена в кърлинга и ски алпийските дисциплини. . Средната възраст на отбора е 33 години. Най-възрастният участник е 52-годишния Виктор Люханов, а най-младата е 16-годишната Елизавета Ноприенко. Участниците са от пет области на Украйна – Закарпатска, Киевска, Лвовска, Сумска и Тернополска, както и от Киев.

### Ски бягане
1. Андрий Андрийшин
2. Елизавета Ноприенко
3. Павло Мандзюк
4. Лариса Васютенко
5. Ярослав Гульоватий
6. Катерина Ерошкина
7. Алиса Пишняк
8. Володимир Пишняк

- Галина Глазко – старши треньор
- Галина Глухих – треньор[2].

### Кърлинг
1. Олена Лисицина
2. Вадим Марченко
3. Степан Карабец
4. Сергий Петров
5. Олександър Киливник
6. Олена Зубарева
7. Олена Ткалич
8. Тетяна Опанасенко
9. Ина Поволоцка
10. Игор Марченко

- Юрий Сапожник – треньор[3].

### Ски алпийски дисциплини
1. Анастасия Лаврик
2. Виктор Люханов

- Васил Лескив – треньор[4].

## Медали
| Златни   |                                                   |                                  |         |
| №        | Атлети                                            | Спорт (дисциплина)               | Дата    |
| Сребърни |                                                   |                                  |         |
| №        | Атлети                                            | Спорт (дисциплина)               | Дата    |
| 1        | Андрий Андрийшин                                  | Ски бягане (скиатлон 10 + 10 km) | 29 март |
| 2        | Андрий Андрийшин, Павло Мандзюк, Володимир Пишняк | Ски бягане (щафета 3 х 10 km)    | 30 март |
| 3        | Павло Мандзюк                                     | Ски бягане (спринт)              | 1 април |
| Бронзови |                                                   |                                  |         |
| №        | Атлети                                            | Спорт (дисциплина)               | Дата    |
| 1        | Павло Мандзюк                                     | Ски бягане (скиатлон 10 + 10 km) | 29 март |
| 2        | Алиса Пишняк                                      | Ски бягане (спринт)              | 1 април |
| 3        | Володимир Пишняк                                  | Ски бягане (спринт)              | 1 април |